# Sultānpur (ort i Indien, Uttarakhand)
Sultānpur är en ort i Indien.   Den ligger i distriktet Haridwar och delstaten Uttarakhand, i den norra delen av landet, 150 km nordost om huvudstaden New Delhi. Sultānpur ligger 244 meter över havet och antalet invånare är 8 518.
Terrängen runt Sultānpur är mycket platt. Runt Sultānpur är det tätbefolkat, med 511 invånare per kvadratkilometer. Närmaste större samhälle är Laksar, 6,6 km väster om Sultānpur. Trakten runt Sultānpur består till största delen av jordbruksmark.